# Giez, Haute-Savoie
Giez là một xã trong tỉnh Haute-Savoie thuộc vùng Rhône-Alpes đông nam Pháp.